# Lingcheng, Dezhou
Districtul Lingcheng, în trecut comitatul Ling sau Lingxian, este un district al orașului Dezhou⁠(d), provincia Shandong, China. Pe 29 octombrie 2014, Consiliul de Stat a aprobat conversia fostului comitat Ling în districtul Lingcheng.

## Diviziuni administrative
Din 2012, acest district este împărțit în 2 subdistricte, 10 orașe și un municipiu.
Subdistricte
- Subdistrictul Ande (安德街道)
- Subdistrictul Linji (临齐街道)

Orașe
| - Zhengjiazhai⁠(d) (郑家寨镇) - Mi⁠(d) (糜镇) - Songjia⁠(d) (宋家镇) - Weiwangzhuang⁠(d) (徽王庄镇) - Shentou⁠(d) (神头镇) | - Zi⁠(d) (滋镇) - Qiansun⁠(d) (前孙镇) - Bianlin⁠(d) (边临镇) - Yidukou⁠(d) (义渡口镇) - Dingzhuang (丁庄镇) |

Municipii
- Municipiul Yuji (于集乡)

## Clima
| Date climatice pentru Lingcheng (1991–2020 normals, extremes 1981–2010) | Date climatice pentru Lingcheng (1991–2020 normals, extremes 1981–2010) | Date climatice pentru Lingcheng (1991–2020 normals, extremes 1981–2010) | Date climatice pentru Lingcheng (1991–2020 normals, extremes 1981–2010) | Date climatice pentru Lingcheng (1991–2020 normals, extremes 1981–2010) | Date climatice pentru Lingcheng (1991–2020 normals, extremes 1981–2010) | Date climatice pentru Lingcheng (1991–2020 normals, extremes 1981–2010) | Date climatice pentru Lingcheng (1991–2020 normals, extremes 1981–2010) | Date climatice pentru Lingcheng (1991–2020 normals, extremes 1981–2010) | Date climatice pentru Lingcheng (1991–2020 normals, extremes 1981–2010) | Date climatice pentru Lingcheng (1991–2020 normals, extremes 1981–2010) | Date climatice pentru Lingcheng (1991–2020 normals, extremes 1981–2010) | Date climatice pentru Lingcheng (1991–2020 normals, extremes 1981–2010) | Date climatice pentru Lingcheng (1991–2020 normals, extremes 1981–2010) |
| Luna                                                                    | Ian                                                                     | Feb                                                                     | Mar                                                                     | Apr                                                                     | Mai                                                                     | Iun                                                                     | Iul                                                                     | Aug                                                                     | Sep                                                                     | Oct                                                                     | Nov                                                                     | Dec                                                                     | Anual                                                                   |
| ----------------------------------------------------------------------- | ----------------------------------------------------------------------- | ----------------------------------------------------------------------- | ----------------------------------------------------------------------- | ----------------------------------------------------------------------- | ----------------------------------------------------------------------- | ----------------------------------------------------------------------- | ----------------------------------------------------------------------- | ----------------------------------------------------------------------- | ----------------------------------------------------------------------- | ----------------------------------------------------------------------- | ----------------------------------------------------------------------- | ----------------------------------------------------------------------- | ----------------------------------------------------------------------- |
| Maxima medie °C (°F)                                                    | 3.4 (38,1)                                                              | 7.4 (45,3)                                                              | 13.9 (57)                                                               | 20.6 (69,1)                                                             | 26.3 (79,3)                                                             | 31.8 (89,2)                                                             | 32.1 (89,8)                                                             | 30.3 (86,5)                                                             | 26.9 (80,4)                                                             | 20.9 (69,6)                                                             | 12.0 (53,6)                                                             | 4.9 (40,8)                                                              | 19,21 (66,57)                                                           |
| Media zilnică °C (°F)                                                   | −2.3 (27,9)                                                             | 1.2 (34,2)                                                              | 7.5 (45,5)                                                              | 14.2 (57,6)                                                             | 20.1 (68,2)                                                             | 25.5 (77,9)                                                             | 27.1 (80,8)                                                             | 25.5 (77,9)                                                             | 20.7 (69,3)                                                             | 14.4 (57,9)                                                             | 6.1 (43)                                                                | −0.4 (31,3)                                                             | 13,3 (55,94)                                                            |
| Minima medie °C (°F)                                                    | −6.7 (19,9)                                                             | −3.6 (25,5)                                                             | 2.2 (36)                                                                | 8.5 (47,3)                                                              | 14.1 (57,4)                                                             | 19.6 (67,3)                                                             | 22.8 (73)                                                               | 21.5 (70,7)                                                             | 15.7 (60,3)                                                             | 9.2 (48,6)                                                              | 1.6 (34,9)                                                              | −4.5 (23,9)                                                             | 8,37 (47,06)                                                            |
| Minima istorică °C (°F)                                                 | −20.8 (−5.4)                                                            | −16.6 (2,1)                                                             | −9.8 (14,4)                                                             | −3.2 (26,2)                                                             | 2.5 (36,5)                                                              | 9.2 (48,6)                                                              | 16.3 (61,3)                                                             | 12.7 (54,9)                                                             | 4.6 (40,3)                                                              | −3.2 (26,2)                                                             | −16.1 (3)                                                               | −21.5 (−6.7)                                                            | −20,8 (−5,4)                                                            |
| Precipitații mm (inches)                                                | 2.6 (0.102)                                                             | 8.1 (0.319)                                                             | 7.9 (0.311)                                                             | 25.8 (1.016)                                                            | 43.4 (1.709)                                                            | 68.5 (2.697)                                                            | 165.8 (6.528)                                                           | 137.1 (5.398)                                                           | 40.4 (1.591)                                                            | 30.2 (1.189)                                                            | 15.7 (0.618)                                                            | 3.7 (0.146)                                                             | 549,2 (21,622)                                                          |
| Umiditate [%]                                                           | 63                                                                      | 60                                                                      | 57                                                                      | 62                                                                      | 66                                                                      | 63                                                                      | 77                                                                      | 83                                                                      | 76                                                                      | 69                                                                      | 69                                                                      | 66                                                                      | 67,6                                                                    |
| Nr. de zile cu precipitații (≥ 0.1 mm)                                  | 1.7                                                                     | 2.9                                                                     | 2.8                                                                     | 5.1                                                                     | 6.3                                                                     | 7.6                                                                     | 10.9                                                                    | 9.2                                                                     | 5.6                                                                     | 5.0                                                                     | 3.9                                                                     | 2.3                                                                     | 63,3                                                                    |
| Nr. mediu de zile cu ninsoare                                           | 2.4                                                                     | 2.8                                                                     | 1.0                                                                     | 0.2                                                                     | 0                                                                       | 0                                                                       | 0                                                                       | 0                                                                       | 0                                                                       | 0                                                                       | 1.0                                                                     | 1.8                                                                     | 9,2                                                                     |
| Ore însorite                                                            | 165.6                                                                   | 170.2                                                                   | 227.7                                                                   | 248.2                                                                   | 281.8                                                                   | 255.6                                                                   | 220.5                                                                   | 218.9                                                                   | 211.6                                                                   | 205.2                                                                   | 167.4                                                                   | 161.7                                                                   | 2.534,4                                                                 |
| Sursă: Administrația Meteorologică din China                            |                                                                         |                                                                         |                                                                         |                                                                         |                                                                         |                                                                         |                                                                         |                                                                         |                                                                         |                                                                         |                                                                         |                                                                         |                                                                         |